# 枋頭之戰
枋頭之戰發生於東晉太和四年（369年），是桓溫第三次北伐的一場決定性戰役。

## 背景
太和四年四月庚戌日（369年5月22日），桓溫自姑孰（今安徽當塗縣）率軍五萬北伐，率水軍自清水進入黃河。前燕皇帝慕容暐以下邳王慕容厲為征討大都督抵抗桓溫，但於黃墟大敗。慕容暐再以樂安王慕容臧率軍抵禦，仍然無法取勝。燕將傅顏亦於林渚敗給晉軍前鋒鄧遐及朱序，晉軍士氣大振，而前燕只好遣使向前秦求援。

## 經過
七月，桓溫駐軍枋頭，當時前燕前兗州刺史孫元亦起兵響應桓溫，慕容暐及太傅慕容評見晉軍逼近而十分畏懼，打算逃奔和龍。而吳王慕容垂卻自請出戰，慕容暐於是以慕容垂為南征大都督，率慕容德等人領兵五萬出拒晉軍。桓溫當時就任用投降的燕人段思作為嚮導，燕將悉羅騰與晉軍交戰，成功生擒了段思；不久晉將李述的進攻亦為悉羅騰及染干津擊敗，李述更戰死。此兩敗後，晉軍士氣變得低落。
另一方面，慕容德及劉當分領一萬及五千騎兵於九月出屯石門，妨礙晉將袁真開通石門水道運糧，前鋒慕容宙更命二百兵挑戰，另以八百兵設伏，誘晉軍追擊而大敗對方；燕豫州刺史李邽亦率兵五千斷桓溫糧道。而前燕又以虎牢以西的土地為條件向前秦求援，王猛勸苻堅暫時保存前燕不被東晉所併，並乘戰後前燕國力減弱才出兵吞併。前秦天王苻堅聽從，命苟池及洛州刺史鄧羌出兵救援。
桓溫戰事失利，而當時糧食亦見缺乏，更知前秦派兵援燕，於是在九月丙申日燒毀船艦，拋棄輜重兵器，循陸路撤軍。桓溫自東燕郡撤至倉垣（今河南開封東北），為提防前燕軍在汴河等河水下毒而下令鑿井取水飲用，走了七百多里路。當時燕軍諸將都要追擊，但慕容垂認定晉軍初退必定會嚴密戒備，留精兵斷後，決意待晉軍以為燕軍不至，加緊趕路時才追擊，以求克捷；慕容垂因而領八千騎在後跟隨晉軍。晉軍隨後果然如慕容垂所估計而加速，數日後慕容垂就下令追擊，並於襄邑（今河南睢縣西）追及晉軍。當時慕容德已率先領四千騎兵設伏於襄邑東澗，終與慕容垂夾擊晉軍，桓溫大敗，死三萬多人。前秦援軍亦於譙縣（今安徽亳縣）邀擊桓溫敗軍，晉軍戰死者亦數以萬計。至十月己巳日（12月7日），桓溫收拾散卒，屯於山陽（今江蘇淮安市）。原響應桓溫的孫元亦被前燕平定。

## 影響
- 這次戰役中晉軍大敗，亦代表著桓溫第三次北伐的失敗。桓溫於敗後名聲和實力都大降，已經無法依原計劃接受九錫並篡位自立，從而導致兩年後桓溫廢黜晉廢帝，改立晉簡文帝[2]。
- 慕容垂於枋頭之戰中領導燕軍擊退晉軍，聲名大振，卻令向來猜忌他太傅的慕容評感到厭惡，更與可足渾太后謀誅慕容垂，逼得慕容垂出奔前秦。[3][4]
- 前燕向前秦求救時許以虎牢以西土地作條件，但戰後前燕卻反悔不給，這令苻堅大怒，最終令前秦以此對前燕發動戰爭，終滅前燕。